# Белодед, Иван Константинович

Мемориальная доска Ивану Белодеду в Киеве

Ива́н Константи́нович Белоде́д (укр. Білодід Іван Костянтинович; 16 [29] августа 1906, Успенка, Екатеринославская губерния — 21 сентября 1981, Киев) — советский лингвист, специалист по проблемам общего языкознания и развития литературных языков, языковых контактов, билингвизма, истории славянских языков, лингвостилистики, лексикологии и лексикографии, теории перевода, культуры речи, социолингвистики. Занимался вопросами методологии и истории языкознания и развития просвещения. Академик (1957) и вице-президент (1963—1978) АН УССР. Действительный член АН СССР c 28 ноября 1972 года по Отделению литературы и языка (языки народов СССР). Гвардии майор РККА.

## Биография
Окончил филологический факультет Харьковского университета (1932). Преподавал в вузах Харькова и Львова. Член ВКП(б) с 1943 года, участник Великой Отечественной войны. Участник войны с Японией в составе 6-й гвардейской танковой армии. Был комендантом города Порт-Артур.
В 1946—1957 годах — сотрудник Института языковедения имени А. А. Потебни АН УССР. Кандидат филологических наук (1947), доктор филологических наук (1952, диссертация «Вопросы развития языка украинской советской художественной прозы (преимущественно послевоенного периода)»), профессор (1952). Председатель Отделения общественных наук АН УССР (1952—1957). Министр просвещения УССР (1957—1962). Кандидат в члены ЦК КП УССР (1960—1961). Директор Института языковедения имени А. А. Потебни (1962—1981). Депутат Верховного Совета УССР 5-го созыва.
Заслуженный деятель науки УССР (1966). Главный редактор журнала «Мовознавство». Член Международного и Советского, председатель Украинского комитетов славистов.
Сын — лингвист А. И. Белодед (1934—2012).
Похоронен на Байковом кладбище в Киеве.

## Научная деятельность
Исследовал вопросы грамматики, лексикологии и лексикографии современного украинского языка; особое внимание уделял вопросам взаимодействия и функционирования русского и украинского языков. Автор работ о языке произведений Т. Г. Шевченко, И. Я. Франко, М. М. Коцюбинского, Л. Украинки, М. Ф. Рыльского, Ю. И. Яновского, А. П. Довженко и других украинских писателей.

## Основные работы
- «М. Горький о языке» // «Пионервожатый», 1932;
- «Курс современного украинского литературного языка» (тт. 1—2, 1951);
- «Питания розвитку мови української радянської художньої прози» (1955);
- «Т. Г. Шевченко в iсторії української літературної мови» (1964);
- «Мова i стиль романа „Вершники“ Ю. Яновського» (1966);
- «Леонід Арсенійович Булаховський» (1968);
- «Развитие языков социалистических наций СССР» (1969);
- «Символика контраста в поэтическом языке Анны Ахматовой» // «Поэтика и стилистика русской литературы» (1971);
- «Ленинская теория национально-языкового строительства в социалистическом обществе» (1972);
- «Язык и идеологическая борьба» (1974);
- «Словарь и время» // «Вопросы исторической лексикологии и лексикографии восточнославянских языков» (1974);
- «„Слово о полку Игореве“ в последующей языковой интерпретации на Украине» // «Известия АН СССР. Серия литературы и языка», 1975, т. XXXIV, вып. 5;
- «Всяк сущий в ней язык…» (1981).

Редактор и соавтор изданий «Курс истории украинского литературного языка» (тт. 1—2, 1958—1961) и «Сучасна українська литературна мова» (тт. 1—5, 1969—1973). Соавтор первого украинского академического толкового словаря «Словник української мови» (1970). Председатель редколлегии «Русско-украинского словаря» (тт. 1—3, 1968) и «Словаря украинского языка» (тт. 1—11, 1970—1980).

## Награды
Был награждён двумя орденами Ленина, орденами Отечественной войны 1-й и 2-й степеней, орденами Боевого и Трудового Красного Знамени, Красной Звезды, Дружбы народов, «Знак Почёта», а также медалями. Лауреат Государственной премии УССР в области науки и техники (1971) и Государственной премии СССР (1983; посм.)